# Francesco Biasia
Fransesco Biasia är ett italienskt modemärke mest känt för sina exklusiva handväskor och accessoarer. Företaget grundades 1977.
Företagets väskor görs i bland annat läder, fuskläder, lack och i vissa fall ormskinn.
Exklusiva butiker finns i stora städer världen över, bland annat i Paris, London, Hongkong, Milano och Rom.